# Тетраацетилетилендіамін
Тетра́ацетилетиле́ндіамі́́н (Tetraacetylethylenediamine, зазвичай скорочено TAED) — органічна сполука з формулою (CH3C(O))2NCH2CH2N(C(O)CH3)2. Ця біла тверда речовина зазвичай використовується як активатор відбілювача в пральних порошках і для паперової маси. Він виробляється ацетилюванням етилендіаміну.